# Novalesia
Novalesia es un género de foraminífero bentónico de la subfamilia Novalesiinae, de la familia Spiroplectamminidae, de la superfamilia Spiroplectamminoidea, del suborden Spiroplectamminina y del orden Lituolida. Su especie tipo es Spiroplectamminoides productus. Su rango cronoestratigráfico abarca desde el Aptiense superior hasta el Albiense inferior (Cretácico inferior).

## Discusión
Clasificaciones previas incluían Novalesia en el suborden Textulariina del Orden Textulariida, o en el orden Lituolida sin diferenciar el suborden Spiroplectamminina.

## Clasificación
Novalesia incluye a la siguiente especie:
- Novalesia productus